# Ellenthorpe
Ellenthorpe est une paroisse civile du Yorkshire du Nord, en Angleterre.